# Lamphelpat
Lamphelpat és una ciutat de cens de l'estat de Manipur, capital del districte d'Imphal West, Índia. Al cens del 2001 la població era de 15.239 habitants.